# Guess I’ll Hang My Tears Out to Dry
„Guess I'll Hang My Tears Out to Dry” – popularna piosenka, napisana w 1945 roku przez Jule'a Styne'a oraz Sammy'ego Cahna. Najbardziej znana jest w wersji Franka Sinatry, który wydał ją na swoim albumie Frank Sinatra Sings for Only the Lonely.

## Wykonania
Najpopularniejsze wykonania:
- Frank Sinatra – Frank Sinatra Sings for Only the Lonely (1958)
- Sarah Vaughan – Sarah Sings Soulfully (1963)
- Jack Jones – Where Love Has Gone (1964)
- Ray Charles – Sweet & Sour Tears (1964)
- Linda Ronstadt – What's New (1983)
- Mel Tormé – Sing Sing Sing (1992)
- Frank Sinatra, Carly Simon – Duets (1993)
- Diana Krall – Quiet Nights (2009)